# 12cmルフトミーネンヴェルファーM16
12cmルフトミーネンヴェルファーM16(12cm Luftminenwerfer M16)とは第一次世界大戦でオーストリア＝ハンガリー帝国が使用した迫撃砲である。ルフト(Luft)とは空気のことで、火薬を使わずに圧縮空気の力で砲弾を飛ばす砲である。
圧縮空気の詰まったボンベを使い、一度に11発を発射することが出来た。
1915年11月23日の評価でこの砲はすでに採用されていた10.5cmルフトミーネンヴェルファーM15よりも優秀であると考えられた。100門の砲と50,000発の砲弾が1916年の初めに発注された。年内には280門が完成した、1917年にはさらに930門が生産された。